# Kahlerina
Kahlerina es un género de foraminífero bentónico de la subfamilia Kahlerininae, de la familia Verbeekinidae, de la superfamilia Fusulinoidea, del suborden Fusulinina y del orden Fusulinida. Su especie tipo es Kahlerina pachytheca. Su rango cronoestratigráfico abarca desde el Artinskiense superior (Pérmico inferior) hasta el Tatariense inferior (Pérmico superior).

## Discusión
Clasificaciones más recientes incluyen Kahlerina en la superfamilia Neoschwagerinoidea, y en la subclase Fusulinana de la clase Fusulinata.

## Clasificación
Kahlerina incluye a las siguientes especies:
- Kahlerina africana †
- Kahlerina ampla †
- Kahlerina circularis †
- Kahlerina completa †
- Kahlerina constricta †
- Kahlerina consueta †
- Kahlerina ellipsoidalis †
- Kahlerina endothyraformis †
- Kahlerina gigas †
- Kahlerina globiformis †
- Kahlerina globosa †
- Kahlerina hanlingensis †
- Kahlerina hubeiensis †
- Kahlerina kienluongensis †
- Kahlerina miaolingensis †
- Kahlerina minima †
- Kahlerina minutosa †
- Kahlerina nautiloidea †
- Kahlerina ovalis †
- Kahlerina pachytheca †
- Kahlerina parvula †
- Kahlerina pulchra †
- Kahlerina pusilla †
- Kahlerina sichuanensis †
- Kahlerina siciliana †
- Kahlerina sinensis †
- Kahlerina tenuitheca †
- Kahlerina xintanensis †

Otra especie considerada en Kahlerina es:
- Kahlerina costata †, de posición genérica incierta